# Lemmus lemmus
Lemmus lemmus là một loài động vật có vú trong họ Cricetidae, bộ Gặm nhấm. Loài này được Linnaeus mô tả năm 1758.
Đây là một loài lemminh phổ biến được tìm thấy ở miền bắc Fennoscandia. Nó là loài vật có xương sống duy nhất loài đặc hữu của khu vực. Chuột Lemming Na Uy ngự trong vùng lãnh nguyên và đầm lầy, và thích sống gần nước.

## Hình ảnh

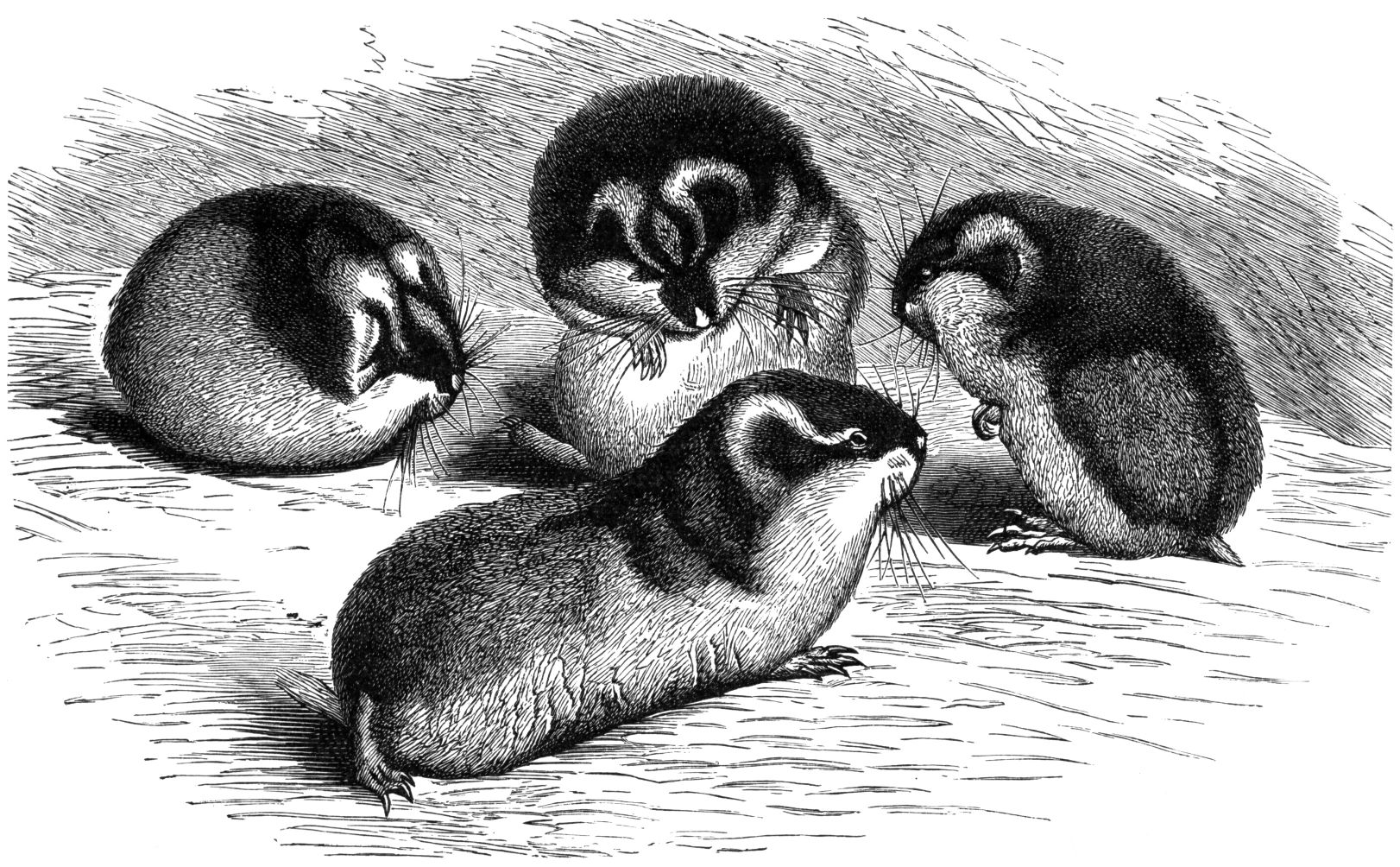
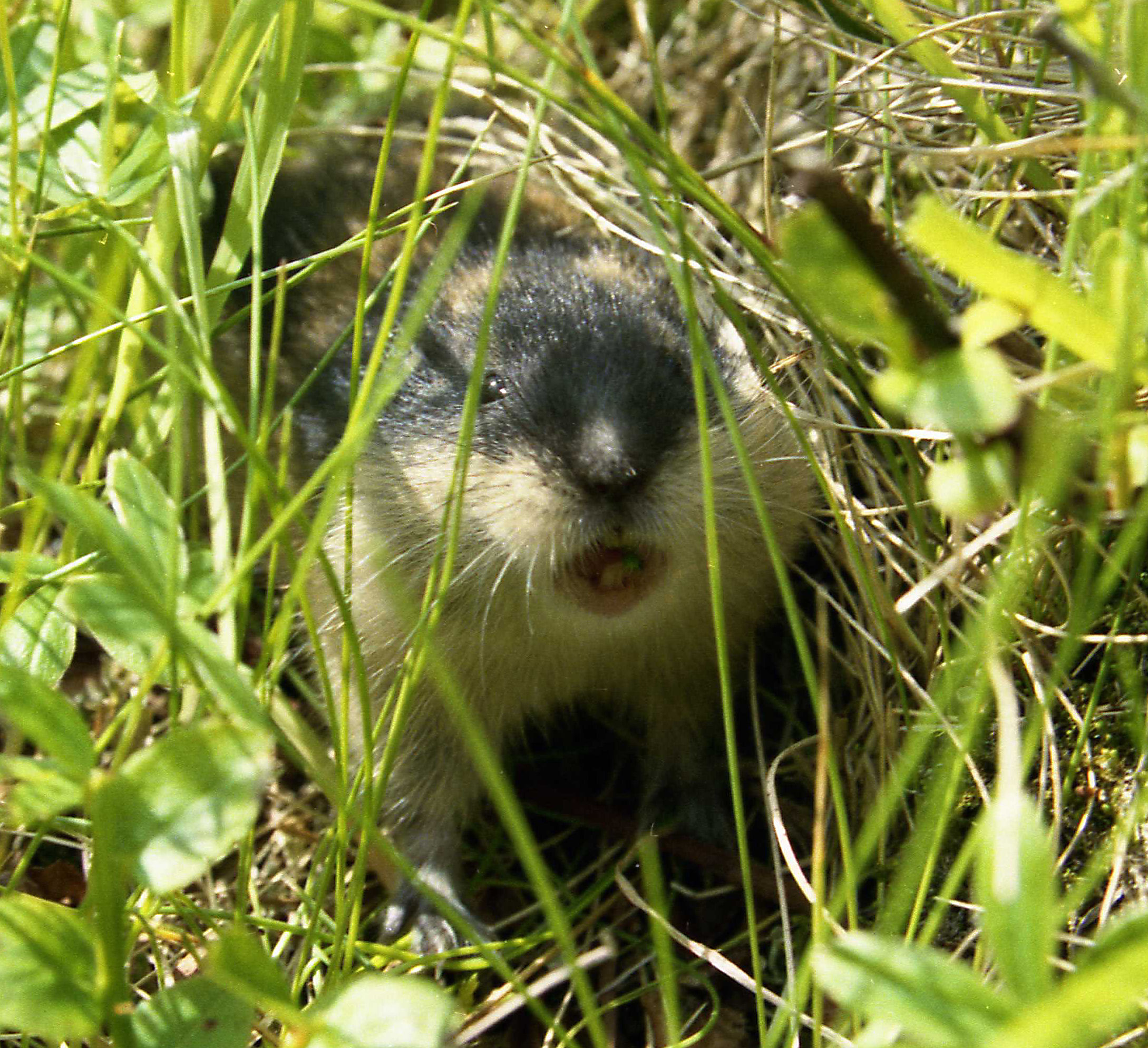
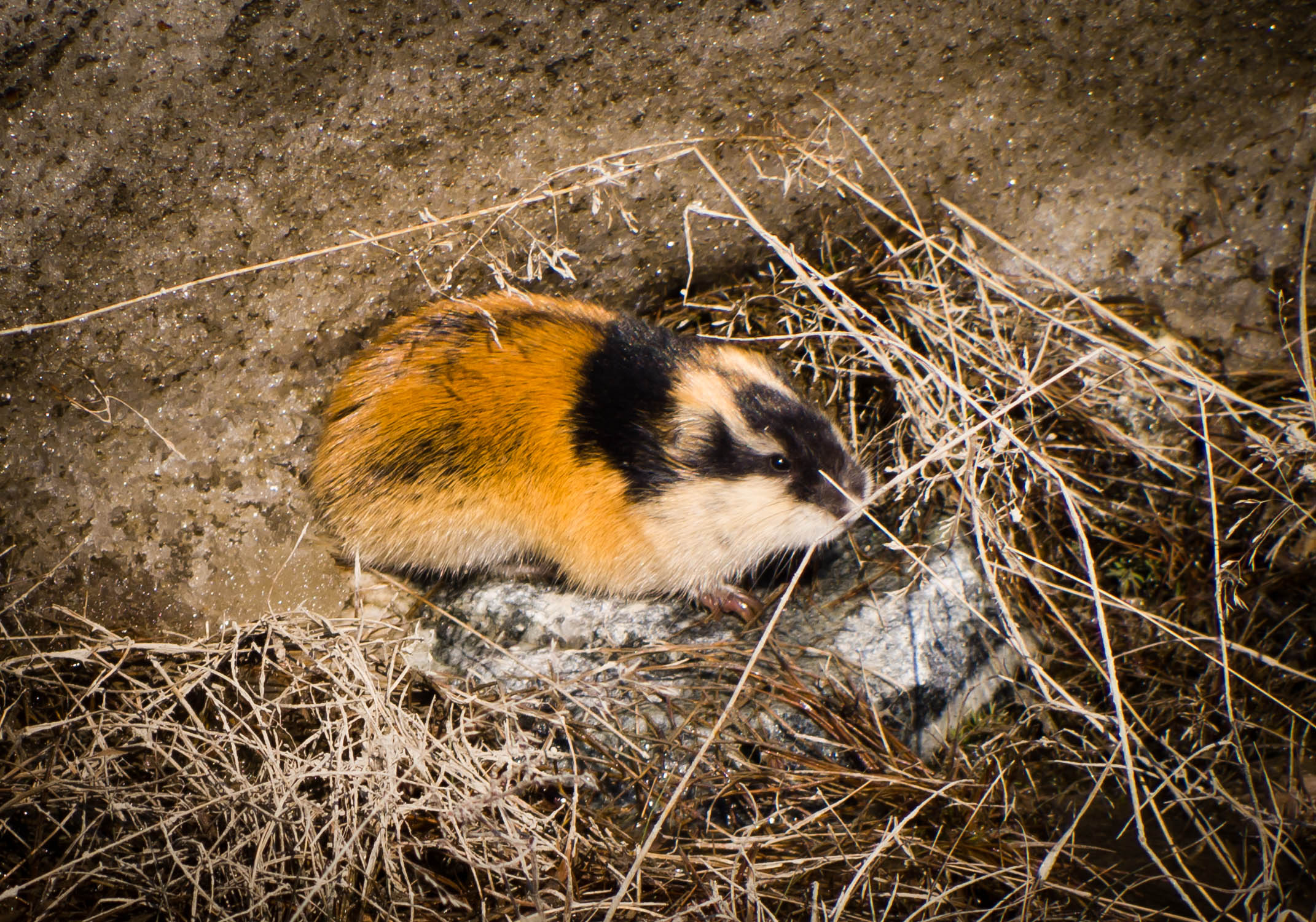
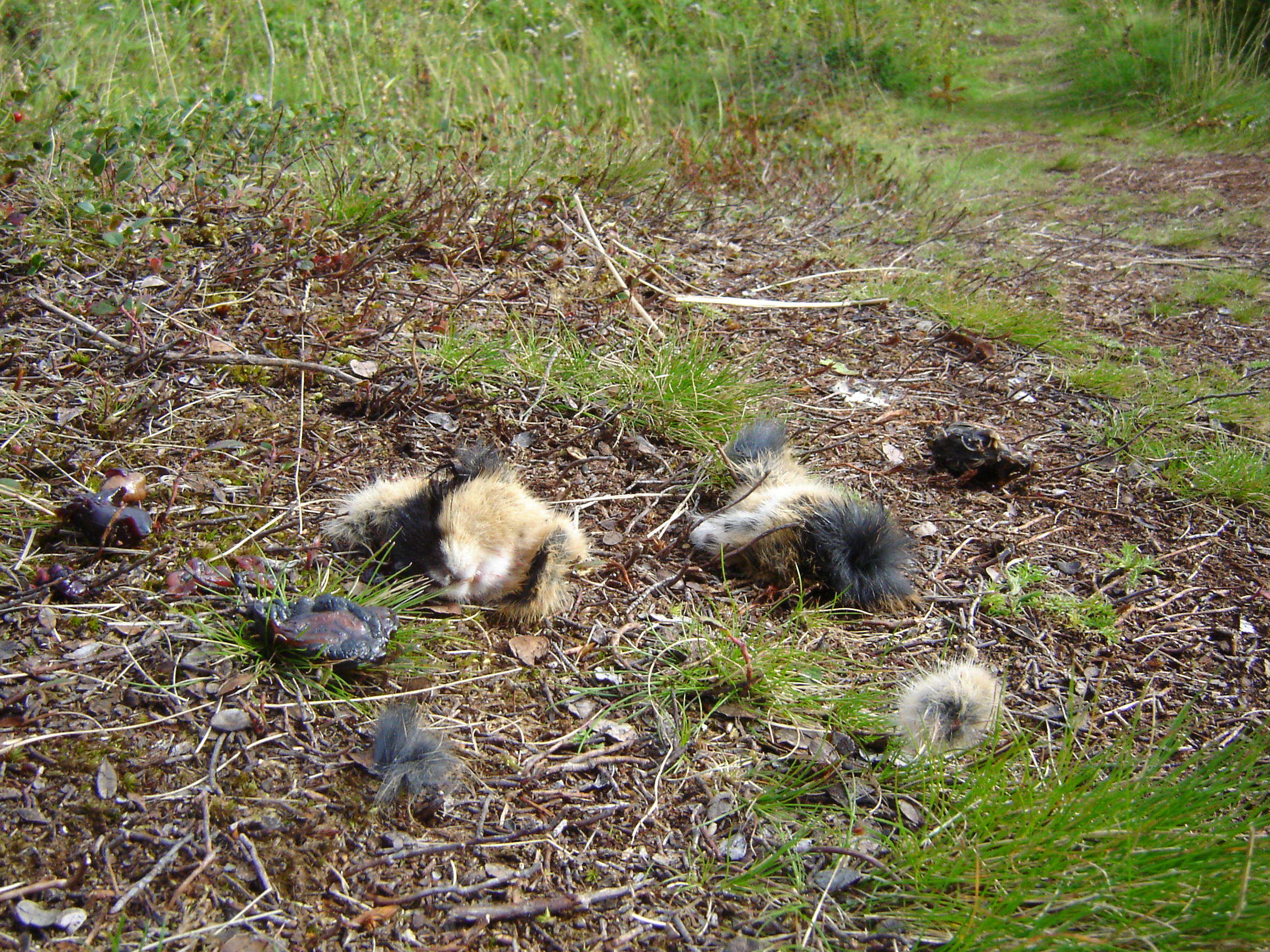
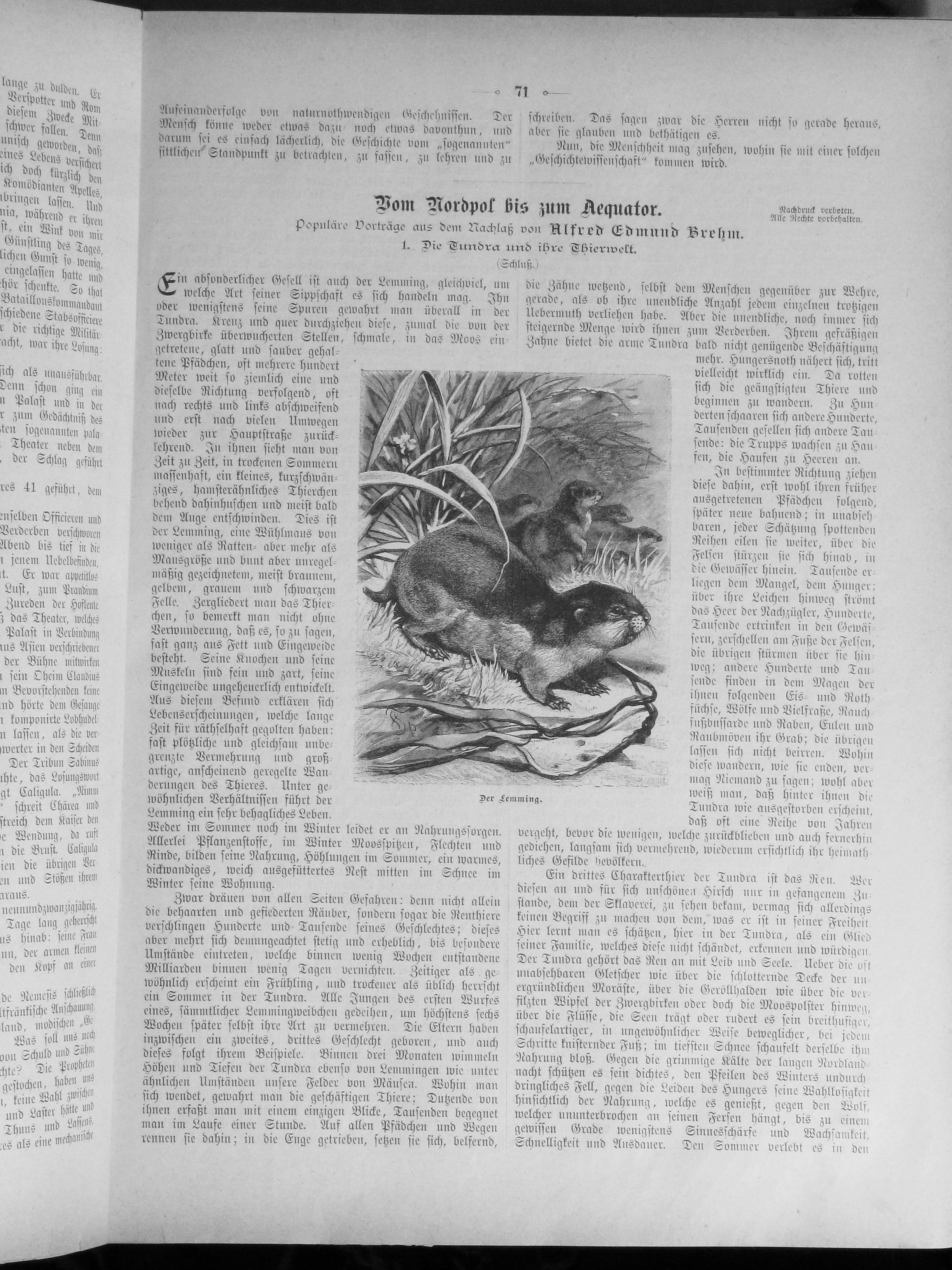